# Natasha Braier
Natasha Braier, née le 11 décembre 1974 à Buenos Aires en Argentine, est une directrice de la photographie. Elle a notamment collaboré avec les réalisateurs Nicolas Winding Refn, Cédric Klapisch et David Michôd.

## Carrière
Natasha Braier étudie à l'Instituto Vocacional de Arte en Argentine entre 1983 et 1986. Elle intègre ensuite de 1990 à 1992 la Escuela de Fotografía Creativa de Buenos Aires. Elle étudiera plus tard au Centre d'Estudis Cinematografics de Catalogne situé à Barcelone, où elle réalise plusieurs courts-métrages, puis à la National Film and Television School (NFTS) à Beaconsfield au Royaume-Uni de 1998 à 2001.
Après avoir fini son Master de cinéma à la NFTS, Braier réalise de nombreux courts-métrages mais ne parvient pas à gagner sa vie. Grâce au réseau qu’elle a développé au cours de ses études, elle commence à filmer des spots publicitaires et des clips vidéo, tout en continuant à faire des courts-métrages. Elle perce enfin en 2006 grâce au film Glue d’Alexis Dos Santos, avec qui elle avait collaboré sur de nombreux courts-métrages à la NFTS dont Meteoritos, co-écrit et co-réalisé avec Dos Santos. Le film, projeté dans plus de vingt festivals internationaux, remporte plusieurs prix et révèle le travail de Braier à de nombreux réalisateurs. Cette même année, Braier travaille sur deux autres films : Dans la ville de Sylvia, réalisé par le Catalan José Luis Guerín, et XXY, réalisé par l’Argentine Lucía Puenzo.
En 2008, elle collabore avec le réalisateur Shane Meadows sur le film Somers Town. Braier continue à travailler dans la publicité et les clips vidéo à Londres. Elle a notamment collaboré sur des clips des musiciens Oasis, Rihanna, Robbie Williams et Alejandro Sanz. L’année suivante, elle se rend au Pérou pour travailler avec la réalisatrice péruvienne Claudia Llosa sur le film Fausta, qui sera projeté au Festival de Berlin et nommé pour l'Oscar du meilleur film étranger.
Braier collabore ensuite avec le réalisateur Josh Appignanesi sur le film The Infidel. En 2012, elle travaille avec la réalisatrice Lynne Ramsay sur un court-métrage intitulé Swimmer à l’occasion des Jeux olympiques. L’année suivante, elle rencontre le réalisateur Cédric Klapisch et travaille sur la photographie de son film Casse-tête chinois. En 2013, elle fait la photographie du film The Rover de David Michôd. En 2016, elle travaille avec le réalisateur Nicolas Winding Refn sur le film The Neon Demon, pour lequel elle recevra le Robert de la meilleure photographie.
Braier a donné une masterclass au Festival international du film d'Édimbourg et a enseigné au Estudio de Cine de Barcelone.

## Filmographie

### Longs-métrages et films documentaires
- 2003 : Viaje al corazón de la tortura d'Isabel Coixet (film documentaire)
- 2003 : Ibrahim Ferrer - Buenos hermanos de Cosima Spender (film documentaire)
- 2004 : Omara - Flor de Amor de Cosima Spender (film documentaire)
- 2005 : RedMeansGo d'Erica Dunton
- 2006 : Glue d'Alexis Dos Santos
- 2006 : Dans la ville de Sylvia (En la ciudad de Sylvia) de José Luis Guerín
- 2007 : XXY de Lucía Puenzo
- 2008 : Somers Town de Shane Meadows
- 2008 : Dolce vita africana de Cosima Spender (film documentaire)
- 2008 : Privado de Walter Tiepelmann (film documentaire)
- 2009 : Fausta (La teta asustada) de Claudia Llosa
- 2010 : The Infidel de Josh Appignanesi
- 2012 : Casse-tête chinois de Cédric Klapisch
- 2014 : The Rover de David Michôd
- 2016 : The Neon Demon de Nicolas Winding Refn
- 2018 : Gloria Bell de Sebastián Lelio
- 2019 : Honey Boy d'Alma Har'el (en)
- 2022 : She Said de Maria Schrader

### Courts-métrages
- 1996 : Infinita de Fabián Fattore
- 1997 : Meteoritos, co-réalisé avec Alexis Dos Santos
- 1997 : Contactos de Diego Pastor
- 1999 : Axolotl d'Alexis Dos Santos
- 2000 : Napkin de Marianela Maldonado
- 2000 : Fe de Erica Dunton
- 2000 : Sand d'Alexis Dos Santos
- 2000 : The Look of Happiness de Marianela Maldonado
- 2001 : Life and Death on Exmoor de Cosima Spender
- 2001 : Taut de Charlotte Darbyshire
- 2001 : Underlined de Gillian Lacey
- 2001 : All About Desire: The Passionate Cinema of Pedro Almodovar de Nick Cory Wright
- 2002 : The Fishmonger de Jonathan Soper
- 2002 : Mi vida sin mí d'Isabel Coixet
- 2002 : Spyhole de Jodhi May
- 2002 : Jealousy de Dania Saragovia
- 2002 : Stargazer de Christina Rosendahl
- 2002 : We Got Old de Rachel Davies
- 2002 : Gold de Rachel Davies
- 2002 : Moonlight de Myoung-woo Kim
- 2003 : London Birds Can't Fly de Sarah Turner
- 2003 : 77 Beds de Alnoor Dewshi
- 2003 : Being Bad de Laurence Coriat
- 2004 : Shelf Life de Michael Landy
- 2004 : Breaking Out de Marianela Maldonado
- 2004 : One Minute Past Midnight de Celia Galán Julve
- 2004 : Strange Little Girls de Savina Dellicour
- 2004 : Holiday de Laurence Coriat
- 2005 : Heavy Metal Drummer de Toby MacDonald et Luke Morris
- 2007 : New Love de Laurence Coriat
- 2011 : Loxoro de Claudia Llosa
- 2012 : Swimmer de Lynne Ramsay
- 2014 : Arose, Reborn de Park Chan-wook

## Prix et distinctions
- Prix de la Meilleure Photographie pour le film Life and Death on Exmoor aux Prix Kodak de New York  (2002)
- Prix ACE pour le film Glue décerné par l'Asociación de Cronistas del Espectáculo de Nueva York (2008)
- Prix de la Meilleure Photographie pour le film Fausta au Festival international du film des frères Manaki (2009)
- Robert de la Meilleure Photographie pour le film The Neon Demon décerné par la Danmarks Film Akademi (2017)
- Prix de la Meilleure Photographie pour le film The Neon Demon décerné par la Boston Online Film Critics Association (2017)